# Phytoliriomyza montana
Phytoliriomyza montana este o specie de muște din genul Phytoliriomyza, familia Agromyzidae, descrisă de Frick în anul 1953. Conform Catalogue of Life specia Phytoliriomyza montana nu are subspecii cunoscute.